# Saxifraga stella-aurea
Saxifraga stella-aurea är en stenbräckeväxtart som beskrevs av Joseph Dalton Hooker och Thoms.. Saxifraga stella-aurea ingår i Bräckesläktet som ingår i familjen stenbräckeväxter. Utöver nominatformen finns också underarten S. s. ciliata.